# Ptilogyna clarki
Ptilogyna clarki är en tvåvingeart som först beskrevs av Alexander 1928.  Ptilogyna clarki ingår i släktet Ptilogyna och familjen storharkrankar. Inga underarter finns listade i Catalogue of Life.